# Eva Cooper
Eva Margareta Cooper, född  Westerberg 21 april 1981, är en svensk näringslivsprofil och författare. Cooper arbetar i dag som näringslivs- och utvecklingschef i  Älvkarleby kommun.
Hon var tidigare regionchef för Företagarna i Gävleborgs län, Värmlands län, Örebro län och Dalarnas län. Hon har också arbetat som politisk redaktör (Centerpartiet) på Hudiksvalls Tidning, Ljusnan, Söderhamns-Kuriren och Ljusdals-Posten. Hon har medverkat i den norska liberalkonservativa tidskriften Minerva och varit verksam som debattör.

## Biografi
Cooper är uppvuxen i Söderhamn och har en kandidatexamen från kultur- och kommunikationsprogrammet från Högskolan i Gävle. Hon kom på plats 31–50 i chefsorganisation  Ledarnas och karriärnätverket Shortcuts lista över Framtidens Kvinnliga Ledare 2008. Både under 2020 och 2021 rankade Dalarnas Tidningar Cooper som en av Dalarnas mäktigaste personer.
Cooper engagerade sig 2003 i fackförbundet DIK:s studerandeorganisation DIK Student och blev samma år ordförande. Året därpå valdes hon in i styrelsen för Saco studentråd, som hon under 2007–2008 var ordförande för. Hon fokuserade då på att minska glappet mellan studier och arbetsmarknad, och drev bland annat frågor om att öka kopplingen till arbetsmarknaden under utbildningen. Hon gick därefter till tankesmedjan Timbro, där hon var programansvarig för välfärdsfrågor. Hon har även läst Timbros spetsutbildning Stureakademin. Samtidigt var hon Slöseriombudsmannen på uppdrag av Timbro och Skattebetalarnas förening. Cooper är författare till boken Myten om det andra könet och redaktör till boken Globaliseringens triumf?
Cooper var under 2008 en del av redaktionen för Almedalsbloggen och satt 2009–2012 i redaktionen för Makthavare.se. 
Makthavare.se utsågs 2009 tillsammans med Fokus.se till "Årets tidskrift inom området digitala medier" av Sveriges Tidskrifter.
Cooper har publicerat opinionsbildande texter i dagstidningar såsom  Dagens Nyheter, Svenska Dagbladet och Dagens Industri. Hon har medverkat i internationella medier såsom BBC och NRK.